# Untouchable (singel Tupaca Shakura)
Untouchable – pierwszy singel z płyty Pac’s Life zmarłej legendy hip-hopu 2Paca. Została ona nagrana razem z członkiem Bone Thugs-n-Harmony – Krazie Bone’em. Produkcją tego utworu zajął się Swizz Beatz.
W oryginalnej (niewydanej) wersji z 1996 roku wraz z 2Pac'em rapują członkowie grupy Outlawz: Kadafi, E.D.I, Hussein Fatal.

## Pozycje na listach przebojów
| Lista                     | Miejsce |
| ------------------------- | ------- |
| Billboard Hot Rap Singles | 21      |
| Hot R&B/Hip-Hop Songs     | 91      |